# محمد بن جرش
محمد حمدان بن جرش كاتب وباحث إماراتي خريج جامعة عجمان.

## حياته
تدرج في مهام وظيفية عدة حيث بدأ مشواره المهني في 1998 بـ «اتصالات» بأبوظبي، ثم أنتقل عام 2000 إلى المنطقة الحرة بالشارقة في قسم التراخيص وتدرج من موظف إلى مدير إدارة التراخيص وكلف بإدارة خدمة المستثمرين، وانتقل بعدها إلى هيئة الإنماء السياحي والتجاري بالشارقة والشؤون الإدارية وتسلم كمدير عام لمجموعة مسارح الشارقة وحاليا مدير عام المدينة الجامعية في الشارقة. وهو الأمين العام والرئيس التنفيذي المساعد في اتحاد كتاب وادباء الإمارات ونائب رئيس مجلس إدارة جمعية حماية اللغة العربية.

## المؤهلات العلمية
- ماجستير إدارة أعمال تخصص موارد بشرية (2009).[3]
- دكتوراه في العلوم الثقافية.[2]

## مؤلفات
| الكتاب                                                                 | دار النشر                       | عدد الصفحات | تاريخ النشر | الترقيم الدولي       |
| ---------------------------------------------------------------------- | ------------------------------- | ----------- | ----------- | -------------------- |
| دليل الإداري الناجح                                                    | نادي الشارقة الرياضي - الشارقة  | غير معروف   | 2004        | غير معروف            |
| رؤى ثقافية                                                             | كتاب للنشر والتوزيع - دبي       | غير معروف   | 2015        | (ردمك 9789948187882) |
| آخر برميل نفط                                                          | مداد للنشر والتوزيع - دبي       | 135         | 2017        | (ردمك 9789948027423) |
| محكمة الحيوان                                                          | كتاب للنشر والتوزيع - دبي       | 34          | 2017        | (ردمك 9789948238720) |
| نوافذ                                                                  | دار العين للنشر - القاهرة       | 134         | 2014        | (ردمك 9789774902420) |
| التنمية الثقافية في دولة الإمارات العربية المتحدة من التكوّن إلى التمكُّن | منشورات القاسمي - الشارقة       | 412         | 2019        | (ردمك 9789948363736) |
| مختبر الإبداع الأدبي                                                   | السعيد للنشر والتوزيع - القاهرة | 248         | 2020        | (ردمك 9789776783683) |

## الخبرات المهنية والعملية
- مؤسسة اتصالات (1999 - 2000).
- مدير إدارة التراخيص في هيئة المنطقة الحرة بالحمرية – الشارقة (2000 - 2008).
- مدير إدارة الموارد البشرية والشؤون الإدارية في هيئة الإنماء التجاري والسياحي (2008 - 2009).
- مدير عام مسارح الشارقة (2009 - 2012).[11]
- مدير عام المدينة الجامعية بالشارقة (2012 - 2015).[12]

## مشاركات مجتمعية
- المشاركة في مهرجان سلطنة عمان للمسرح المدرسي (2013).
- المشاركة في الملتقى الدولي الأول للفنون وحوار الثقافات الذي نظمته جمعية المغرب المتوسط (2012).
- المشاركة في مبادرة عمان تقرأ ضمن فريق سفراء العطاء (2017).

## محاضرات وورش ودورات تدريبية تطوعية
- نزلاء المؤسسة العقابية والإصلاحية - الشارقة -  ضمن برنامج لنتعافى (2016 - 2017).
- طلاب وطالبات وزارة التربية والتعليم.
- المراكز الثقافية التابعة لوزارة الثقافة وتنمية المعرفة.
- مراكز التنمية الأسرة إحدى مؤسسات المجلس الأعلى لشؤون الأسرة بالشارقة.
- وزارة التغير المناخي والبيئة - محاضرة بعنوان «القراءة في سعادة» (2016).
- جمعية أم المؤمنين بعجمان -  محاضرة بعنوان «الابتكار في التطوع للمرأة الإماراتية» (2016).
- الجمعية النسائية بأم القيوين - تقديم ورشة عمل ضمن ملتقى الابتكار بعنوان «تراثي منبع ابتكاري».

## عضويات
- عضو مجلس إدارة منتدى الشارقة للتطوير ورئيس الشؤون الإدارية (2009 - 2016).
- رئيس هيئة تحرير نشرة مسارح الشارقة «المشهد» (2010 - 2012).
- عضو اللجنة العليا المنظمة لسباق الأندية للثقافة والفنون (2012 - حتى الآن).
- عضو مجلس إدارة نادي الشارقة الرياضي ورئيس لجنة النشاط الثقافي والمجتمعي بالنادي (2013 - 2016).
- عضو في اللجنة العليا المنظمة للبرنامج الوطني للقادة الشباب «ذخر» في دورته الخامسة ومستشار تربوي في البرنامج (2015).[13]
- عضو في اتحاد كتاب وأدباء الإمارات (2016 - حتى الآن).
- عضو في الأمانة العامة لملتقى الإمارات للإبداع الخليجي الذي ينظمه اتحاد كتاب وأدباء الإمارات (2016 - حتى الآن).[3]
- الرئيس التنفيذي للسعادة في اتحاد كتاب وأدباء الإمارات (2016 - حتى الآن).[3]
- نائب رئيس مجلس إدارة جمعية حماية اللغة العربية (2017 - حتى الآن).[3]

## إنجازات وجوائز
- شهادة شكر وتقدير من حاكم إمارة الشارقة الشيخ الدكتور سلطان بن محمد القاسمي (2015).
- جائزة الموظف المتميز في حكومة الشارقة (2003 - 2004).[11]
- المساهمة في التخطيط لبرنامج التـأهيل المسرحي المستمر، الذي أطلقته مجموعة مسارح الشارقة بالتعاون مع عدد من المؤسسات الأكاديمية العربية لتأهيل الكوادر الشابة (2010).
- إطلاق مهرجان الشارقة للمسرح المدرسي في دورته الأولى وتوثيق أحداث المهرجان في كتابر (2011).
- لقب «سفير جمعية أصدقاء مرضى التهاب المفاصل» (2013).
- جائزة الشارقة للعمل التطوعي عن فئة الثقافة (2015).[11]
- خريج الدفعة الأولى من برنامج تطوير لإعداد القادة الشباب في الشارقة (2006).[14]